# DaDa Attack
DaDa Attack é o projeto de música eletrônica e audiovisual criado em 2005 por Saulo Pais, produtor musical e DJ brasileiro.

## Biografia
Um dos pioneiros em discotecagem digital, iniciou sua carreira musical em 2000 e em 2005 criou o projeto DaDa Attack. 
A partir da transformação de suas experiências em arte livre, o projeto utiliza instrumentos analógicos, drum machines, sintetizadores e até mesmo brinquedos para ampliar e enriquecer sua paleta de sons.
DaDa Attack também explora técnicas de vídeo, música, eletrônica, sensores, light design e cria experimentos audiovisuais que  mexem com o corpo e a mente em suas apresentações.
Divulgador do circuit bending no Brasil, técnica que consiste em desmontar antigos aparelhos de som e brinquedos com a finalidade de criar sons fora do comum, o artista ministra oficinas sobre esse e outros assuntos ligados ao universo musical.

## Carreira

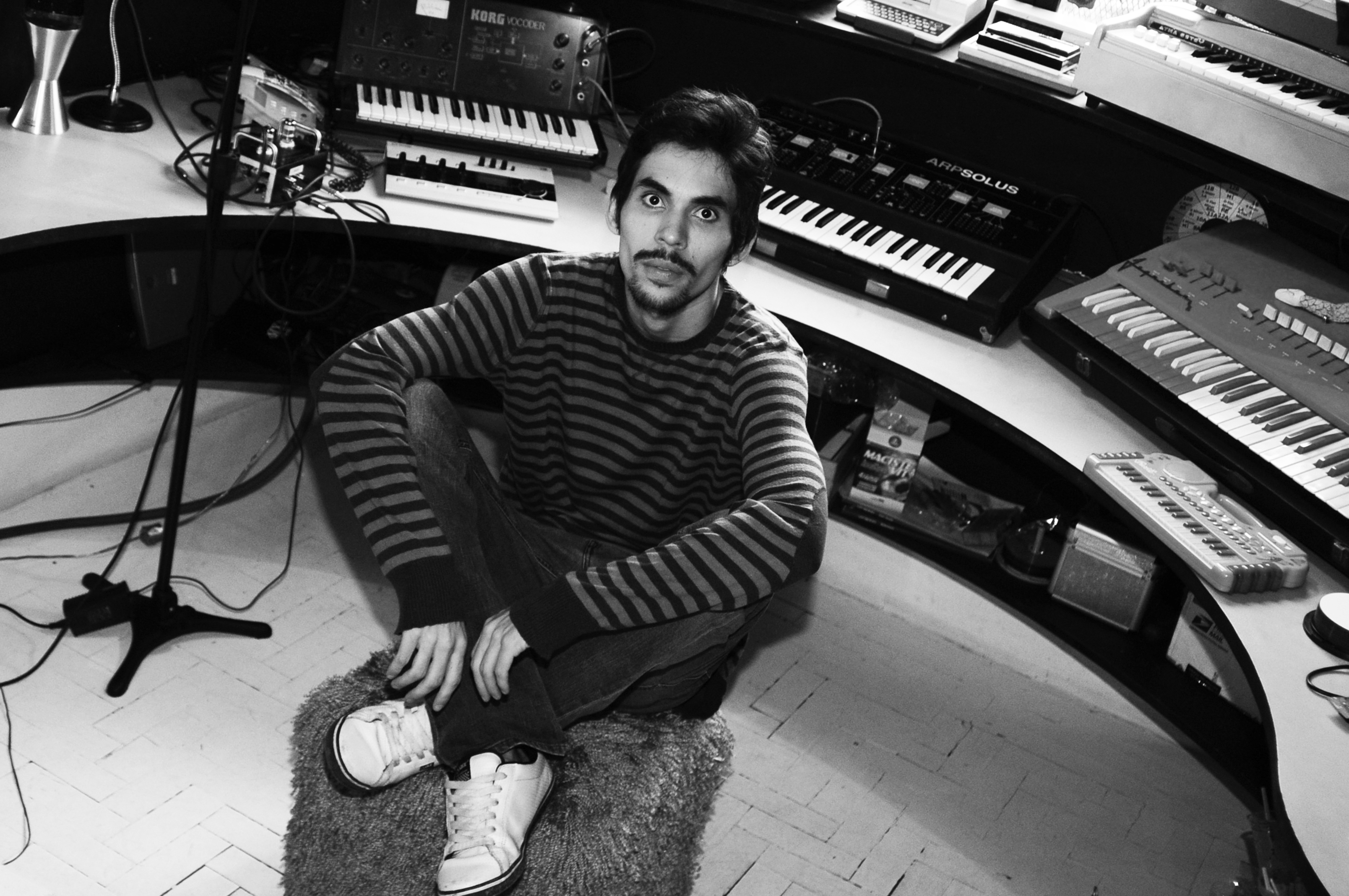
DaDa Attack 2

Lançou no selo alemão Kompakt, um dos mais importantes da história da música eletrônica, foi eleito pelo Guia Melhores de São Paulo da Folha de S.Paulo, o “Melhor DJ Revelação”, sendo DJ residente de grandes clubes como D-Edge e Hot Hot, aonde tinha sua noite mensal chamada DadaLab, em que convidava os maiores talentos da música eletrônica para juntar suas performances ao vivo e improvisar com Digitaria, Nego Moçambique, Killer On The Dancefloor, Gui Boratto, Wehba, André Sobota, Crossover, Robinho, Database, Rock Roots Revolution, Fbrz, The Twelves e Dubshape. 
Deu palestras e workshops pelo Brasil sobre o uso criativo de eletrônica como na Oficina de Música de Curitiba, Rio Music Conference, FAD Festival de Arte Digital, SESC e Trackers em São Paulo e se apresentou no show de encerramento do maior festival de música eletrônica da América Latina, o Skol Beats, ao lado de Gui Boratto. 
Apresentou sua performance ao vivo de música eletrônica com instrumentos construídos por ele mesmo em diversos lugares do mundo como Showcase em Paris, Macarena em Barcelona, XXX em Amsterdam, Cat em Madrid, Pink Palace em Corfu/Grecia, e por todo o Brasil nos principais clubes e festivais, eleito pelo premio Best Brasil 2010 da DJ Mag o "Melhor Live Act Nacional" por sua performance e "Melhor Produtor Nacional". 
Se apresentou no 4º Laboratório del Cine da Cidade do México, com o projeto audiovisual FILME, juntamente com o produtor e compositor Antônio Alves Pinto, com quem também trabalhou produzindo trilhas sonoras para cinema e publicidade, na produtora Supersonica, em São Paulo.
Em 2014 Saulo Pais fundou a Dadalab e passou a produzir kits e ministrar oficinas voltadas para o universo musical e faça você mesmo.
Aventurando-se em tão distintas experiências, acumula diversas técnicas analógicas e digitais de mundos completamente diferentes, da marcenaria à programação robótica, da pintura à engenharia de audio, da animação stop motion à arquitetura, possibilitando uma ampla base para sua multiplicidade artística.

### Discografia
- "Lookaround", Ecce, São Paulo, Brasil, 2016
- "Vintage Future", Paunchy Cat, São Paulo, Brasil, 2016
- "Reflections", Perception Corp Records, São Paulo, Brasil, 2013
- "Awkward Move", Noise Music, São Paulo, Brasil, 2012
- "Galaxies Away", Noise Music, São Paulo, Brasil, 2012
- "Shotgun", Paradise Party Records, São Paulo, Brasil, 2014
- "Clearly Imply", Kompakt K2, Colônia, Alemanha, 2008
- "Le XXX and Malemolencia", Raum Mix Vol.1 by Glimpse-P-Vine, Japão, 2006
- "Push The Envelope", SolidaLab, Porto Alegre, Brasil, 2005
- "Shadows", DJ World, São Paulo, Brasil, 2001

### Remixes
- Stela Campos, "I Walk Alone"(DaDa Attack Remix), Ecce, São Paulo, Brasil, 2016
- Carlos Capslock, "Mystery Nights"(DaDa Attack Remix), Sacandalo Records, 2015
- Nato Medrado, "Calm"(DaDa Attack Remix), Medrado Music, 2014
- 2Pastime, "Thinking About" (DaDa Attack Remix), Puzzele Heads, 2011
- Gui Boratto, "Notations" (DaDa Attack Remix), Lo Kik Records, 2009
- Modern Process, "Orquidea" (DaDa Attack Remix), Motronic, 2009
- Ivan LP, "Past Complaints" (DaDa Attack Remix), Katraka, 2008
- Panda Team, "Condoleeza" (DaDa Attack Remix, Panda Team, 2006

### Colaborações
- Érica Alves + Zopelar + Grassmass + DaDa Attack, "Move" Skol Beats, 2015
- Guillotine, DaDa Attack + Zeno Mainardi, "National Razor", 030303 Records, 2014
- DaDa Attack + Killer On The Dancefloor, "Zombie Walk", Bulldozer, 2012

### Trilhas Sonoras
- "Variações sobre o Mesmo Tema", Curta metragem, 2011
- "Engenhoca", Curta metragem, 2007
- "Fast Fé", Curta metragem, 2006